# Brtnický hrádek
Brtnický hrádek (též Hrad u Brtníků nebo Loupežnický zámek) je zaniklý skalní hrad, který stával v Hlubokém dole 2,7 km jihozápadně od vesnice Brtníky v okrese Děčín. Hrad stával na pískovcové ostrožně v nadmořské výšce asi 375 m n. m.
Po archeologickém výzkumu v roce 2003 bylo navrženo nepovažovat lokalitu za hrad, ale za útočiště.

## Historie
O hradu nemáme žádné písemné zmínky. Archeologický výzkum ukázal, že místo bylo osídleno na přelomu 13. a 14. století a hrad pravděpodobně nebyl dokončen. Jeho funkce není známá, ale nejspíš se jednalo o vojenský opěrný bod Berků z Dubé, kteří v té době vlastnili většinu majetků na Honštejnsku a Šluknovsku. V 16. století vedlo kolem hradu z Lužice několik cest, které jsou zachyceny na mapě kartografa Matyáše Oedera. V 15. století není hrad zmiňován a do současnosti se nedochoval ani původní název. Jako Loupežnický zámek se objevuje na lesnické mapě z roku 1736.

## Popis
Hrad dvoudílné dispozice stával na dvou skalních blocích, které od sebe, ale také od přístupové cesty, oddělovaly průrvy, které byly rozšířeny v příkopy. Na východním bloku se nacházelo předhradí, do kterého se vstupovalo po dvojici schodišť od východu. Opevnění představovala kamenná zeď, jejíž drobné zbytky se zachovaly na jihovýchodě. Do vlastního jádra se pravděpodobně vstupovalo po mostku přes druhou průrvu. Uprostřed plošiny se nachází skála o rozměrech 17 × 10 m, do níž byly vysekány základy (podvalí) patrně věžovité stavby o půdorysu 4,5 × 5 m a do níž se vstupovalo ze severu. Na jižní straně jádra je patrný žlab po další blíže neznámé stavbě.

## Dostupnost
Zbytky skalního hradu jsou dostupné po odbočce ze zeleně značené turistické trasy, vedoucí z Brtníků do Doubice.